# Сен-Жерменський мирний договір (1919)

Кінець Австро-Угорської імперії

Сен-Жерменський мирний договір (фр. Traité de Saint-Germain-en-Laye) — мирна угода, один із договорів Версальської системи післявоєнного облаштування Європи, укладений 10 вересня 1919 року у місті Сен-Жермен-ан-Ле поблизу Парижа між так званими головними союзними державами (США, Великою Британією, Французькою республікою, Королівством Італія, Японською імперією), державами, що утворилися на руїнах Австро-Угорщини: (Німецька Австрія, Чехословацька республіка), державами, до складу яких перейшли частини території Австро-Угорщини (Польська республіка, Румунське королівство, Королівство Сербів, Хорватів і Словенців), а також іншими учасниками Першої світової війни (Бельгія, Грецьке королівство, Республіка Китай, Португальська республіка, Куба, Нікарагуа, Панама, Сіам).
Делегацію Німецької Австрії на переговорах очолював державний канцлер Карл Реннер.
Договір став документом, який підсумовував результати Першої світової війни для Німецької Австрії як частини колишньої Австро-Угорщини (для іншої частини — Угорщини — цю ж роль відіграв Тріанонський договір).
Сен-Жерменський договір констатував розпад Австро-Угорщини, що відбувся після капітуляції 27 жовтня 1918 року, на низку самостійних держав — Німецьку Австрію (з 12 листопада 1918 року — Австрійська Республіка), Угорське королівство, Чехословацьку республіку, Королівство Сербів, Хорватів і Словенців (з жовтня 1929 року — Королівство Югославія).
За Сен-Жерменським договором:
- Відень визнавав незалежність Королівства Сербів, Хорватів і Словенців, Чехословацької республіки, а також усі мирні договори з центральними державами, кордони Болгарського царства, Грецького королівства, Польської республіки, Королівства Румунія, Угорського королівства, Чехословацької республіки і Королівства Сербів, Хорватів і Словенців;
- Австрійська республіка зобов'язувалася виконувати будь-які ухвали держав-переможниць щодо її колишніх володінь, приналежність яких не була визначена у договорі (це стосувалося, у першу чергу, Галичини, яку невдовзі остаточно приєднали до Польської республіки);
- У погодженні з постановами Версальського мирного договору Сен-Жерменський мирний договір зобов'язував Австрійську республіку відмовитись від прав у Марокко, Єгипті, Сіамі та Китаї;
- Австрійська республіка визнавала незалежність територій, які раніше входили до Російської імперії, і скасування Берестейського договору, а також право Росії на репарації з Австрії;
- Договір забороняв аншлюс, тобто приєднання Австрійської республіки до Німецької держави або іншої країни;
- Воєнні статті договору встановлювали чисельність австрійських збройних сил у 30 тисяч чоловік, їй заборонялось мати військово-морський флот і військову авіацію;
- Австрія зобов'язувалась передати переможцям у рахунок репарацій весь торговельний і риболовецький флот;
- Сен-Жерменський мирний договір містив у собі статут Ліги Націй, Міжнародного бюро праці.

Договір створив ряд нових територіальних проблем та посилив незадоволення держав, які зазнали поразки у Першій світовій війні 1914-1918. Підписання договору без участі більшовицької Росії (кваліфікувала договір як "реакційний та імперіалістичний") згодом дало можливість комуністичному режиму СРСР приєднатися до антиверсальських акцій нацистської Німеччини і навіть вступити з нею в безпосередню змову проти народів Східної Європи.
Договір припинив чинність після аншлюсу Австрійської республіки з нацистською Німеччиною 1938 року.

## Територіальні зміни у Європі
Згідно з договором здійснено такі територіальні зміни:
- колишні провінції імперії Богемія, Моравія і Сілезія переходили до Чехословаччини (1939 року частина Тешинського району Сілезії була анексована Польською республікою);
- Бургенланд переходив від Королівства Угорщина до Австрійської республіки (1921 року частину цієї території з містом Шопрон повернуто Угорщині);
- Королівство Італія отримало південну частину Тіролю;
- Ігноруючи рішучу вимогу Буковинського народного віче у Чернівцях 3 листопада 1918 року, про приєднання української частини Буковини до складу єдиної Української держави, її передали Румунському королівству;
- Було проігноровано також рішення Собору Русинів у Хусті 21 січня 1919, року про приєднання цього краю до УНР, і тому Карпатську Україну включили до складу Чехословацької республіки. Це викликало рішучі протести урядів ЗУНР, УНР та УСРР. Згідно зі ст.53 Договору Австрія, з підтвердженням вже вчиненими діями Союзниками та Асоційованими силами, визнає повну незалежність Чехословацької держави, яка включатиме автономну територію Русинів на південь від Карпат.

Договір гарантував права національних меншин, у тому числі й українців, на території Чехословацької республіки і Королівства Румунія.